# Major (perro de Joe Biden)
Major (nacido el 17 de enero de 2018) es un pastor alemán anteriormente propiedad de la familia de Joe Biden. Major, que nació en 2018, es el primer perro de refugio que vive en la Casa Blanca. Anteriormente, el presidente John F. Kennedy y su esposa Jackie también tenían dos pastores alemanes.
Major atrajo notoriedad luego de repetidos incidentes en los que mordió a varios miembros del personal y de la seguridad de la Casa Blanca; si bien no es el primer perro presidencial estadounidense involucrado en incidentes de mordeduras, con antecedentes incluyendo el perro de Franklin D. Roosevelt (también llamado Major), el perro Major de Biden fue uno de los primeros casos modernos. Finalmente, en diciembre de 2021 se anunció que Major ya no residiría en la Casa Blanca, después de que expertos recomendaran que sería más seguro para él vivir en un ambiente más tranquilo.

## Primeros años
Major fue rescatado de una camada que había estado expuesta a «algo tóxico» en su hogar, y su dueño no podía pagar los gastos de atención veterinaria. Fue acogido por los Biden a principios de ese año en el refugio de la Delaware Humane Association y ha estado con ellos desde finales de 2018. El día que Joe Biden adoptó al perro del refugio, se quedó «contando historias y tomándose selfies con el personal» durante más de una hora. El origen del nombre de Major no se conoce públicamente, aunque se ha especulado que sea porque Beau Biden, el hijo de Joe Biden, era un mayor de la Guardia Nacional de Delaware.
El 28 de noviembre de 2020, el entonces presidente electo Biden se fracturó el pie mientras jugaba con Major. Biden dijo en una entrevista que Major estaba esperando para jugar después de que el presidente electo saliera de una ducha: «Estaba bromeando, corriendo detrás de él y agarrando su cola. Y lo que pasó fue que se resbaló en una alfombra. Y tropecé sobre la alfombra donde se deslizó».

## Incidentes de mordidas
El 8 de marzo de 2021, Major y Champ (el otro pastor alemán de Biden) fueron trasladados temporalmente a vivir con un amigo de la familia en Delaware después de un incidente menor en el que Major mordió a un guardia de seguridad. Major ha sido conocido por mostrar un comportamiento agitado en múltiples ocasiones, en el pasado incluyendo «saltar, ladrar y cargar» contra el personal y la seguridad. Joe Biden señaló en una entrevista que la mordida no penetró en la piel. Regresaron a la Casa Blanca el 24 de marzo después de que Major recibiera algo de capacitación, incluida capacitación sobre cómo vivir con un futuro gato, Willow, que los Biden adoptaron en la Casa Blanca. El 30 de marzo, Major estuvo involucrado en un segundo incidente de mordedura en la Casa Blanca, después de haber mordido a un empleado del Servicio de Parques Nacionales durante una caminata.
Major no es el primer perro presidencial involucrado en incidentes de mordeduras. En incidentes separados, el perro de Franklin D. Roosevelt, también llamado Major (y que también era un pastor alemán), mordió a la senadora estadounidense Hattie Wyatt Caraway y atacó al primer ministro del Reino Unido, Ramsay MacDonald, arrancándole los pantalones. Pete, el bull terrier de Theodore Roosevelt, mordió a numerosas personas e incluso le arrancó los pantalones al embajador de Francia en Estados Unidos, Jean Jules Jusserand.

## Actividades políticas
En julio de 2020, la nieta de Biden, Naomi, publicó un tuit que mostraba a Champ y Major peleando por un juguete para masticar con la apariencia de Donald Trump. Aunque el tuit fue eliminado posteriormente, la foto resurgió en las redes sociales antes de las elecciones presidenciales de Estados Unidos de 2020.
Champ y Major aparecieron en anuncios de Biden en su campaña presidencial de 2020 contra el presidente Trump, que no tenía mascotas en la Casa Blanca. Durante la campaña, Biden tuiteó que «Algunos estadounidenses celebran el #NationalCatDay, otros celebran el #NationalDogDay... El presidente Trump no celebra ninguno de los dos. Dice mucho. Es hora de que devolvamos una mascota a la Casa Blanca».
Tres días antes de la investidura presidencial de Joe Biden, la Asociación Humanitaria de Delaware celebró una indoguration («nvestidura canina») para Major. Más de 7400 personas asistieron a través de Zoom y contó con la actuación de Josh Groban. El evento también recaudó 200 000 dólares en donaciones para la asociación.

## Salida de la Casa Blanca
En diciembre de 2021, el día que los Biden anunciaron que un nuevo cachorro, Commander, se mudaría a la Casa Blanca, también se anunció que Major ya no residiría allí después de que los expertos recomendaran que sería más seguro para él vivir en un ambiente más tranquilo con familiares y amigos.
Commander resultó tener problemas de mordidas también, estando involucrado en al menos una docena de incidentes de este tipo, antes de que también fuera «destituido» de la Casa Blanca.

## Galería

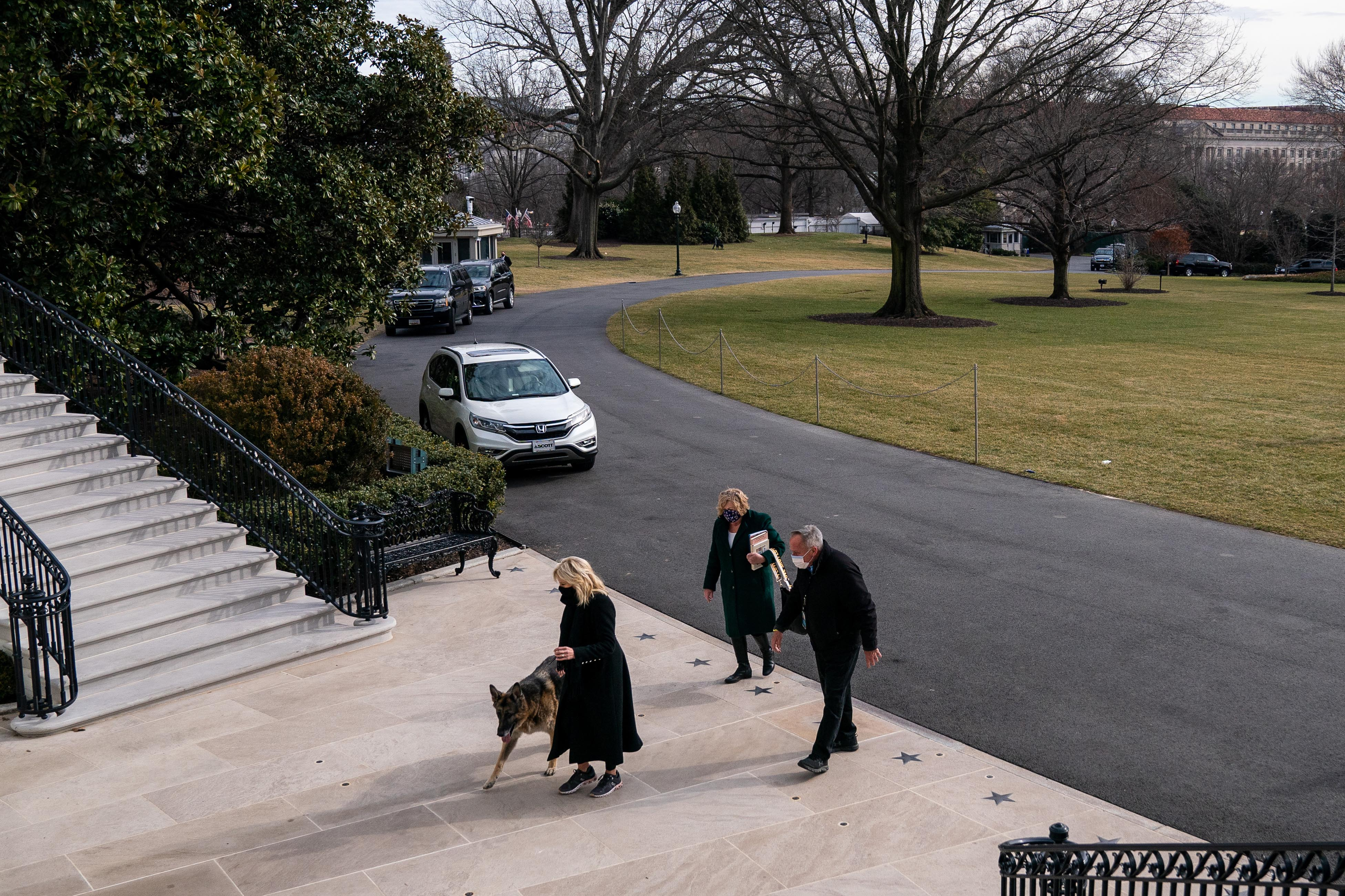
Champ y Major llegan a la Casa Blanca en enero de 2021.
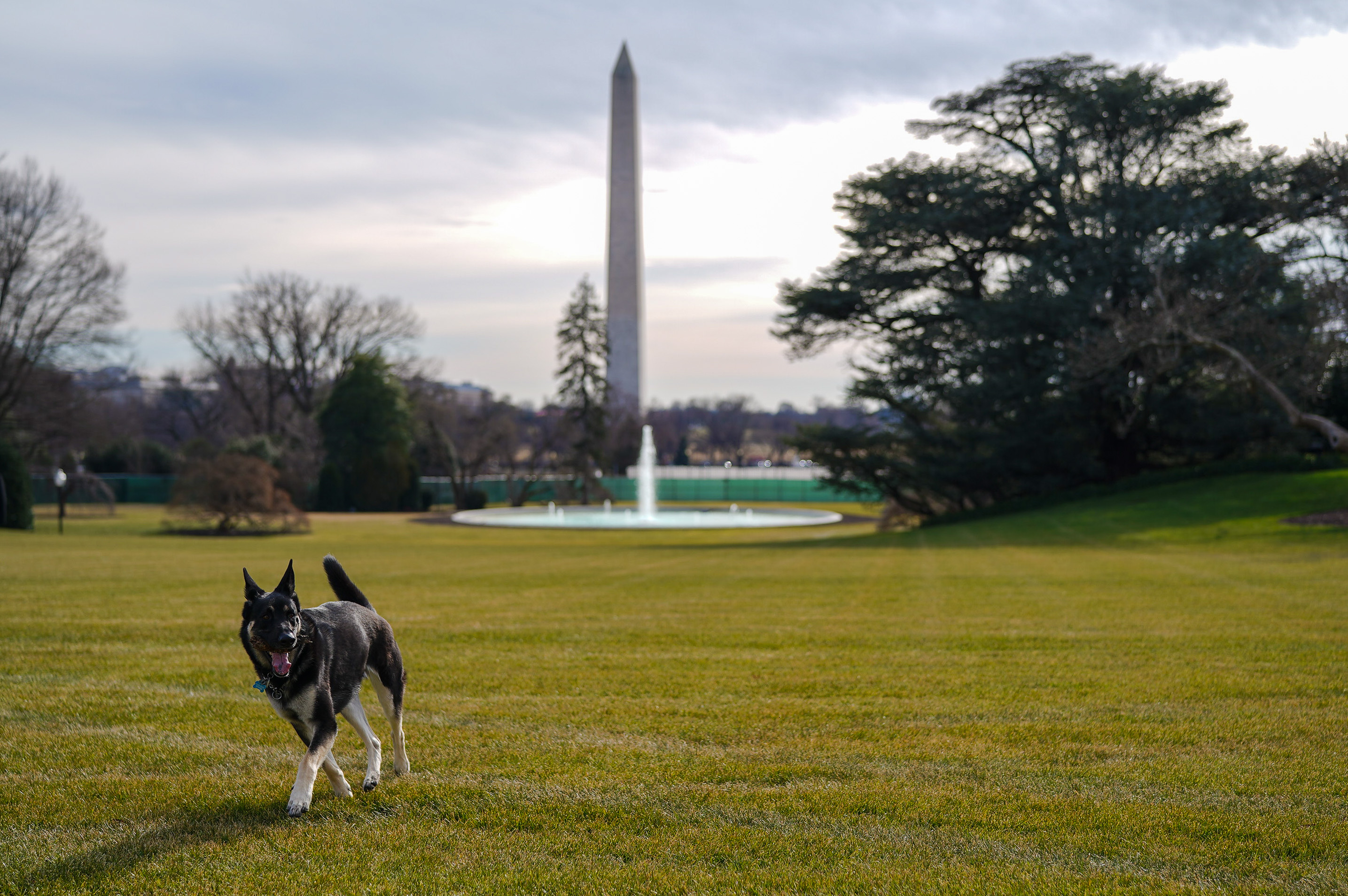
Major en el césped de la Casa Blanca en enero de 2021.
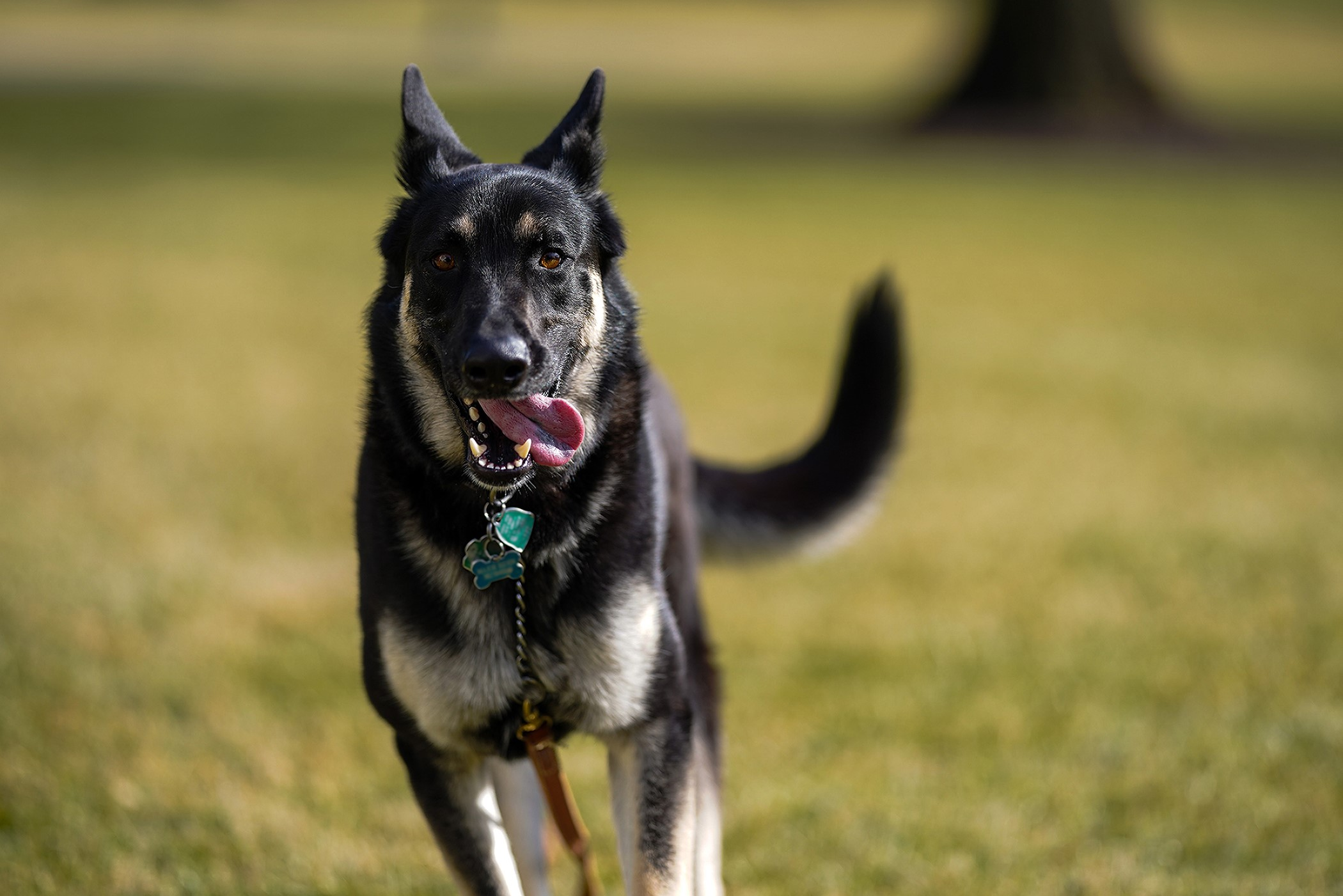
Major corriendo en el césped de la Casa Blanca en enero de 2021
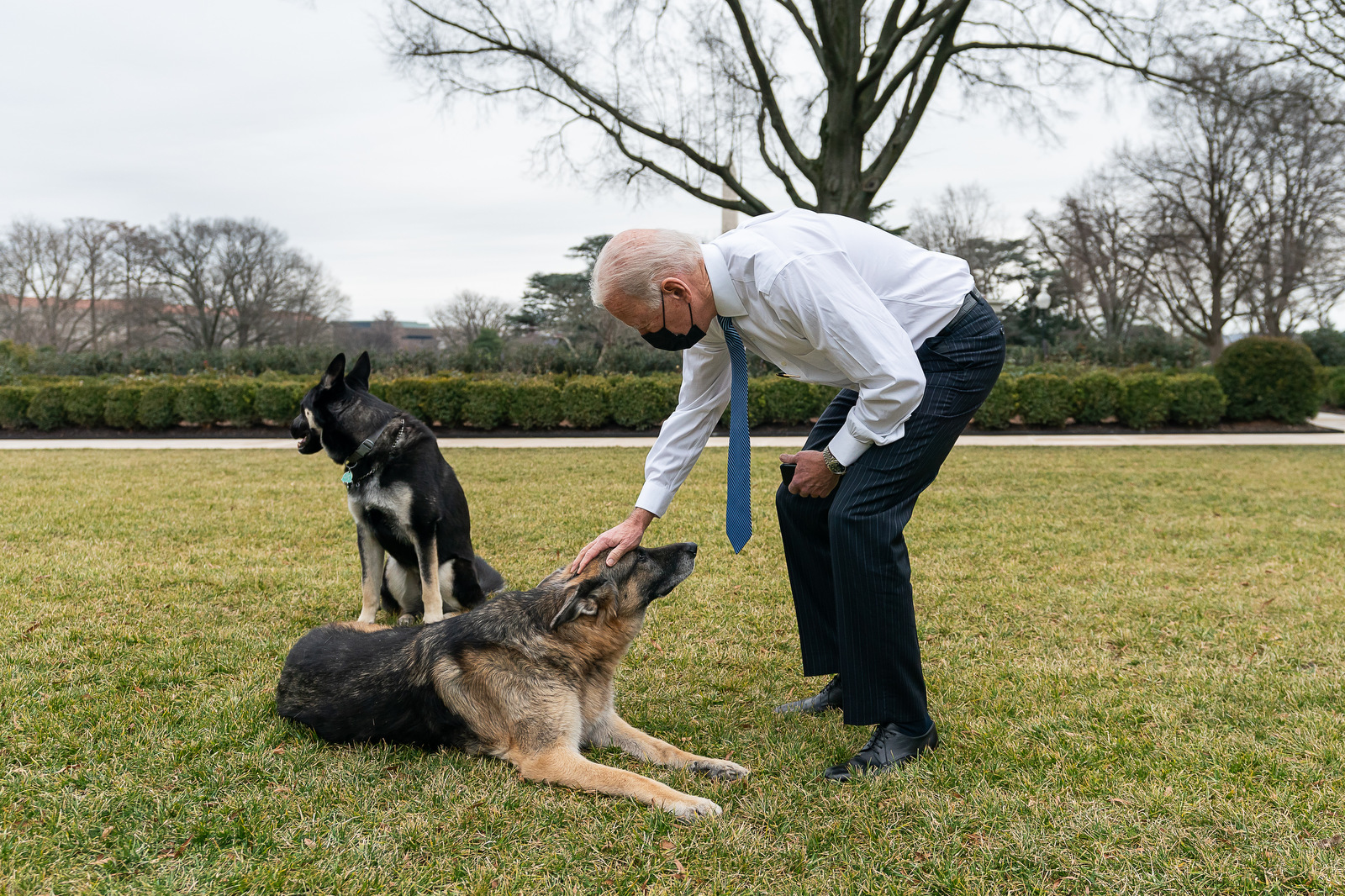
El presidente Biden jugando con Champ y Major en la rosaleda de la Casa Blanca en enero de 2021.
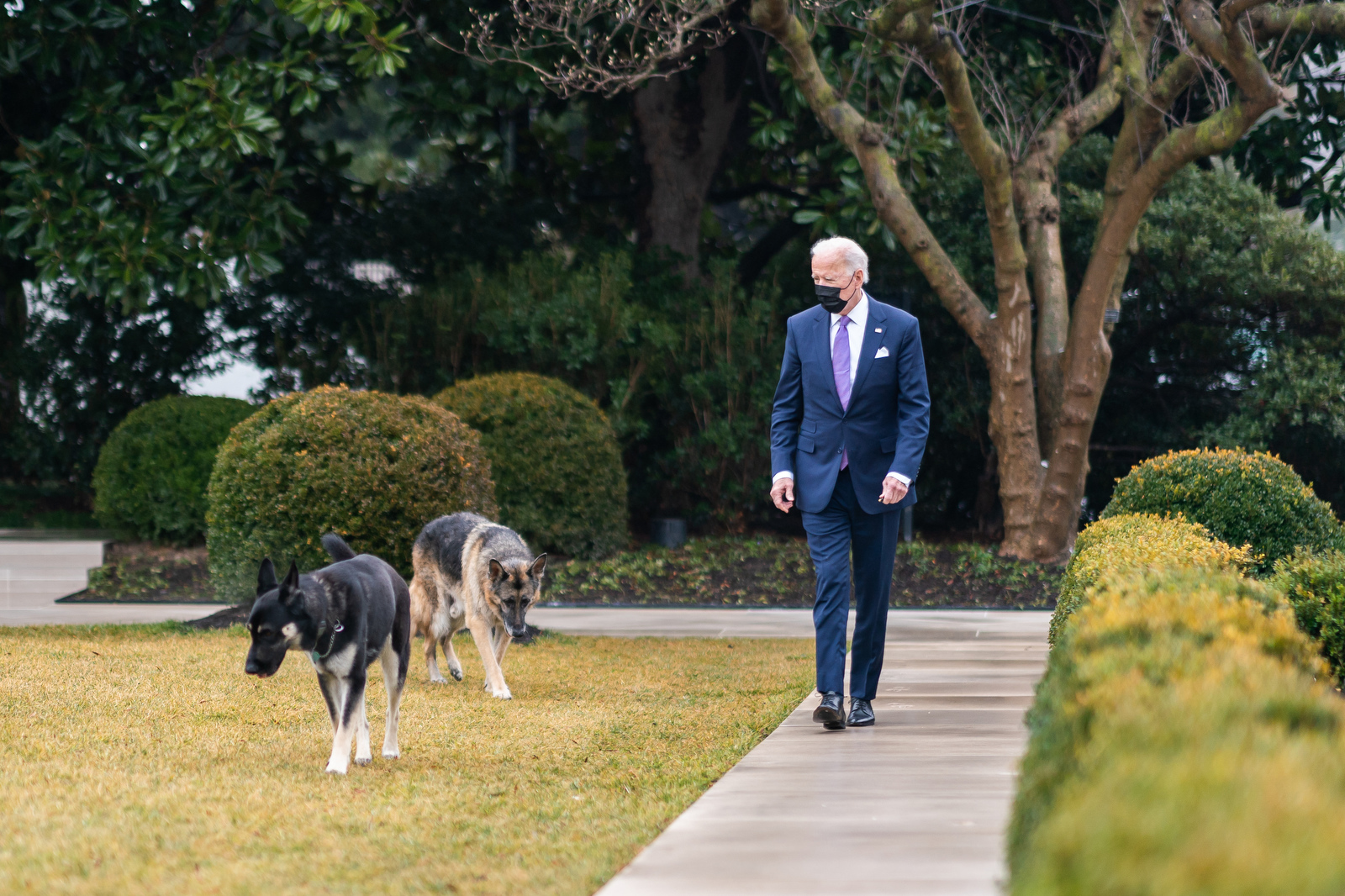
El presidente Biden caminando con Champ y Major por la rosaleda de la Casa Blanca en enero de 2021.
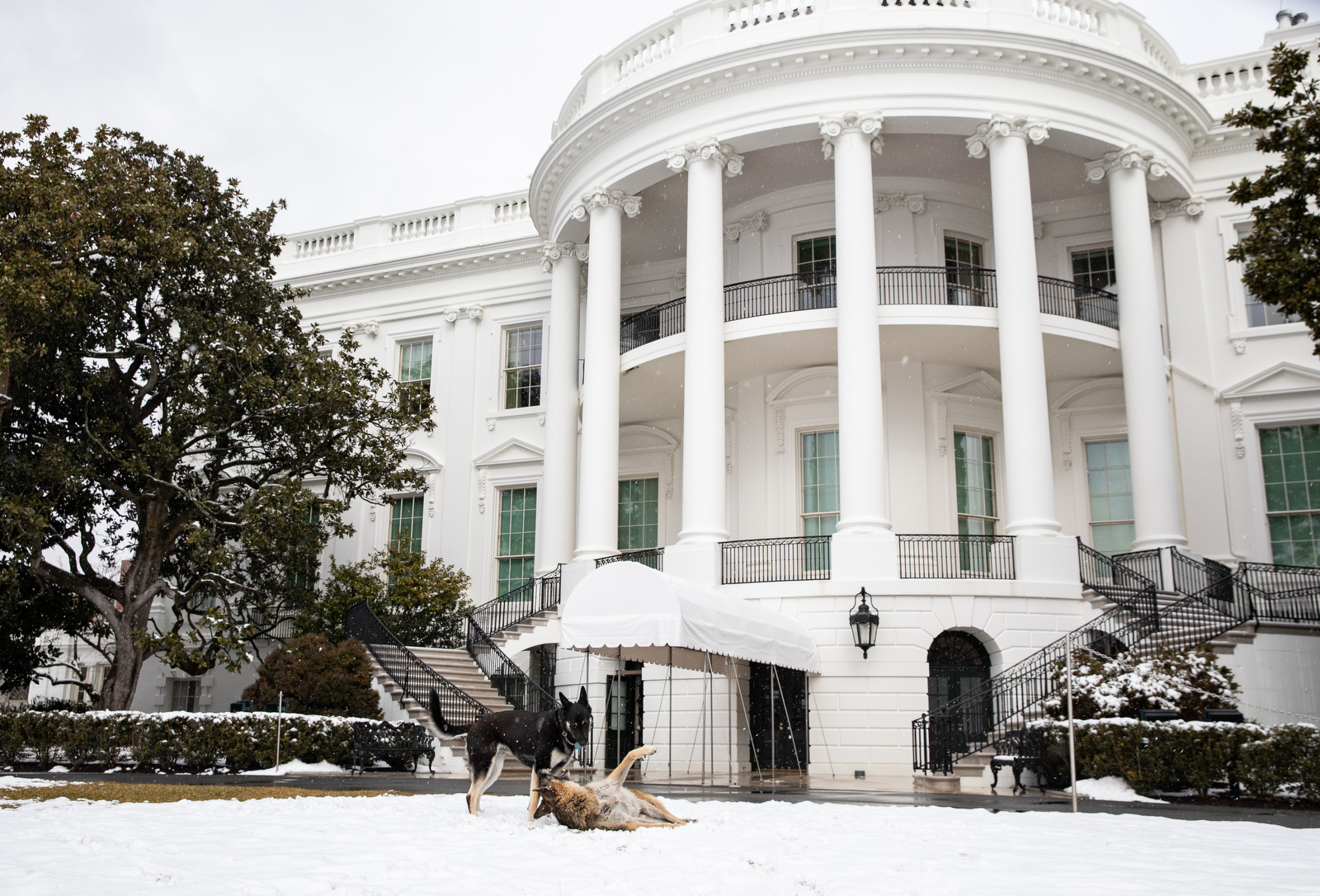
Champ y Major jugando en la nieve en la Esplanada Sur de la Casa Blanca en febrero de 2021.
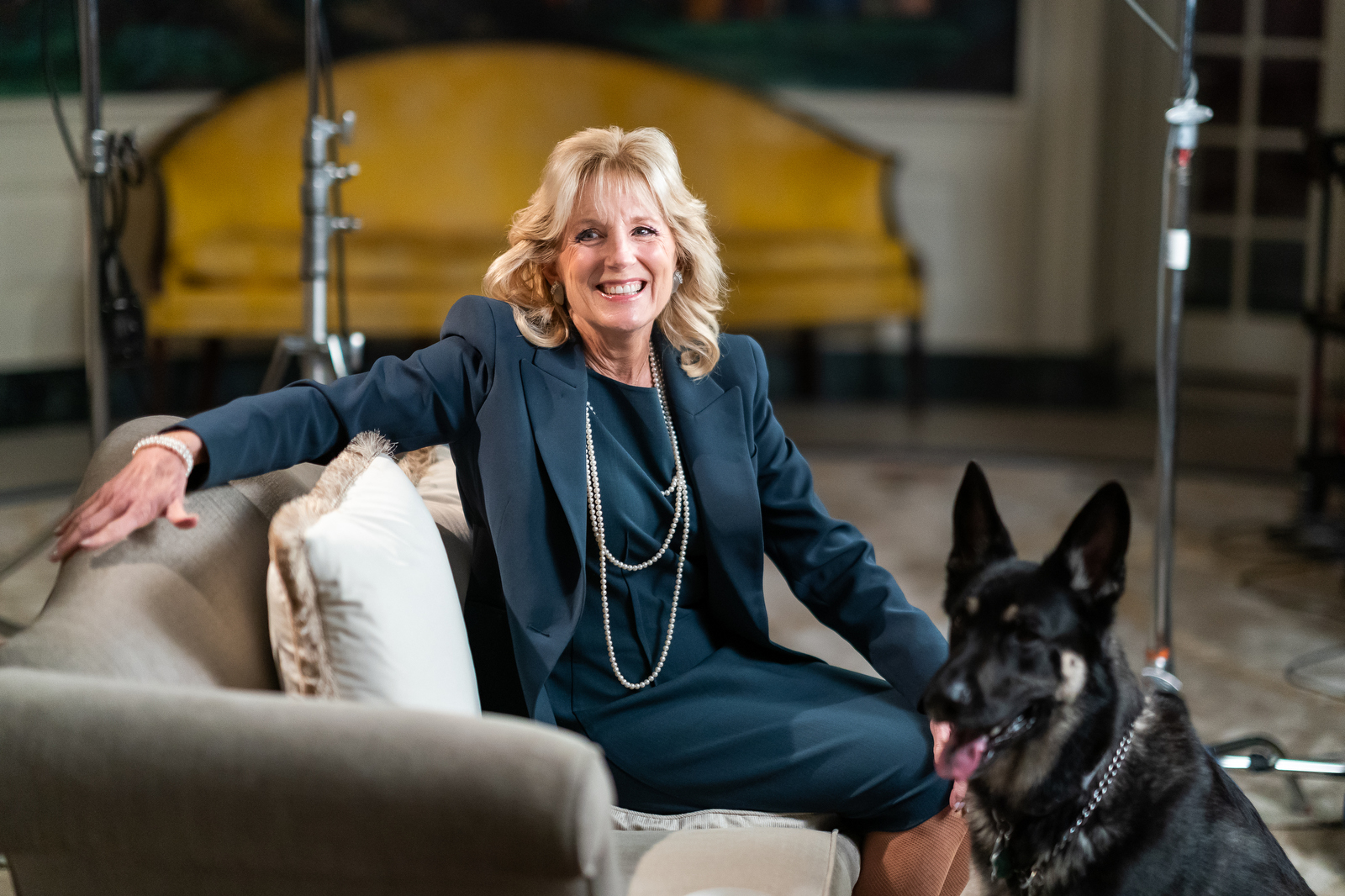
Major y Jill Biden en la sala de recepción diplomática de la Casa Blanca en febrero de 2021.
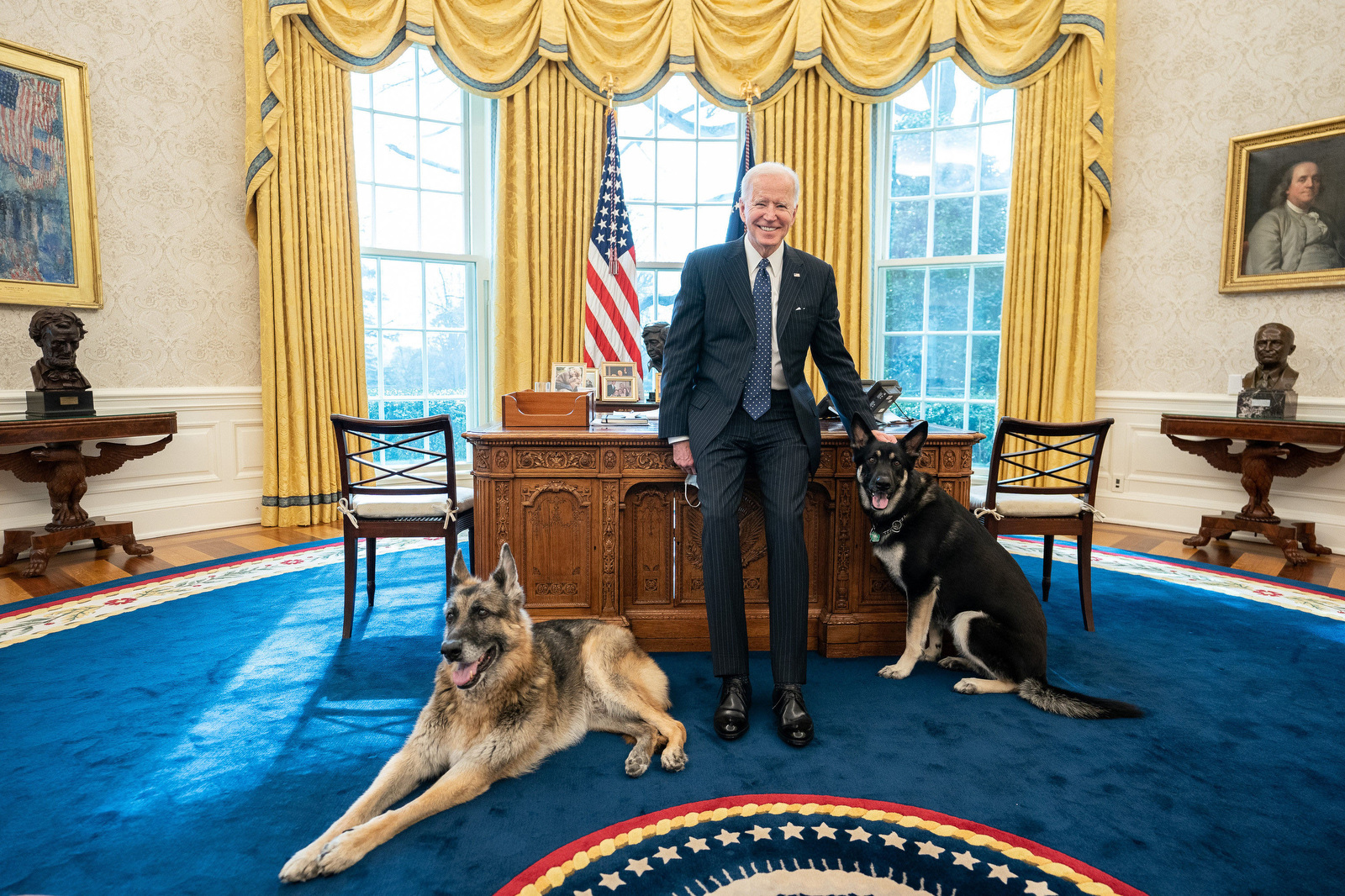
El presidente Biden con Champ y Major en la Oficina Oval en febrero de 2021.